# Grenouilles (film)

Grenouilles est un film français réalisé par Adolfo Arrieta et sorti en 1983.

## Fiche technique
- Réalisation : Adolfo Arrieta
- Scénario : Adolfo Arrieta
- Photographie : Claude Michaud
- Genre  : drame[1]
- Durée : 80 minutes
- Date de sortie: 
  - France : 1983

## Distribution
- Anne Wiazemsky : Nora
- Adolfo Arrieta : Baronne Kempf
- Xavier Grandès : Tibor
- Pascal Greggory : Miguel
- Élizabeth Bourgine : Irene
- Jean-Louis Vitrac : Juan
- Eva Ionesco : Kati